# Freedom Writers
Freedom Writers è un film  statunitense del 2007 diretto da Richard LaGravenese, tratto dal libro The Freedom Writers Diary, che racconta la storia vera dell'insegnante Erin Gruwell e della sua classe di ragazzi problematici di un liceo californiano.
È uscito nelle sale cinematografiche statunitensi il 5 gennaio 2007, mentre in Italia è stato distribuito direttamente per il mercato home video.

## Trama
Erin Gruwell è una giovane insegnante che, ispirata dal padre, decide di iniziare la sua carriera di docente di inglese presso la Woodrow Wilson Classical High School, una scuola superiore a Long Beach (California), dove è stato istituito il corso di riabilitazione sociale che mira all'educazione dei giovani (di diverse etnie) criminali e dei ragazzi a rischio. Erin riesce ad ottenere la fiducia dei suoi alunni passo dopo passo, cominciando dal comprare loro libri nuovi, molti dei quali sull'Olocausto, argomento di cui tutti gli studenti, meno uno, non avevano mai sentito parlare. Oltre a ciò Erin inizia un progetto di scrittura consegnando ad ogni studente un diario su cui scrivere giorno dopo giorno la propria storia e i propri pensieri. Così facendo riesce pian piano ad allontanarli dal crimine e istruirli al meglio possibile. Nonostante il suo successo, Gruwell viene criticata dalle persone che ha attorno a causa del suo metodo di insegnamento e, tra coloro che mettono in dubbio il suo operato, vi sono suo padre e suo marito, i quali pensano che lei avrebbe potuto fare molto di più in altri ambiti, e la professoressa Campbell che è spesso in disaccordo con l'approccio educativo di Erin. Tuttavia riesce a provare loro (in primis al padre che poi si schiera con lei) che il suo lavoro è realizzabile e, verso la fine del loro secondo anno di scuola, Gruwell e i suoi studenti pubblicano un libro sulla storia dei ragazzi intitolato "Freedom Writers Diary" e organizzano un incontro con Miep Gies, donna sopravvissuta all'Olocausto che aiutò Anna Frank e la sua famiglia a nascondersi dai nazisti. Il film finisce con Erin che riesce ad ottenere il permesso per seguirli anche al terzo e al quarto anno.

## Colonna sonora
1. A Dream - Common e will.i.am
2. Listen!!! - Talib Kweli
3. It’s R Time - Jeannie Ortega
4. When the Ship Goes Down - Cypress Hill
5. Hip Hop Hooray - Naughty by Nature
6. Keep Ya Head Up - 2Pac
7. Code of the Streets - Gang Starr
8. Rebirth of Slick (Cool Like Dat) - Digable Planets
9. Officer - The Pharcyde
10. This is How We Do It - Montell Jordan
11. Colours - will.i.am
12. Bus Ride - will.i.am
13. Riots - will.i.am
14. Eva's Theme - Mark Isham
15. Anne Frank - Mark Isham e Miri Ben-Ari